# Machico
Machico (prononcé en portugais : [mɐˈʃi.ku]) est une ville portugaise située sur l'île de Madère, à 25 km à l'est de la capitale Funchal. Elle était l'ancienne capitale de Madère.

## Climat
Machico bénéficie d'un climat océanique subtropical. Sa situation sur l'île de Madère dans l'océan Atlantique procure des températures en hiver très douces comprises entre 13 et 19C et des températures tempérées l'été par l'océan comprises entre 19 et 25 °C.
Le vent souffle souvent et par fortes rafales certaines journées.
L'ensoleillement à Machico est de 2 700 heures par an. Les précipitations tombent principalement entre octobre et mars, mais des averses peuvent se produire aussi en été. Le temps est très variable chaque saison.
| Mois                                | jan.  | fév.  | mars  | avril | mai   | juin | jui.  | août  | sep. | oct.  | nov. | déc.  | année |
| ----------------------------------- | ----- | ----- | ----- | ----- | ----- | ---- | ----- | ----- | ---- | ----- | ---- | ----- | ----- |
| Température minimale moyenne (°C)   | 13,1  | 12,8  | 13    | 13,4  | 14,6  | 16,5 | 18    | 18,9  | 18,9 | 17,6  | 15,6 | 13,9  | 15,5  |
| Température maximale moyenne (°C)   | 19,1  | 19,1  | 19,5  | 19,6  | 20,9  | 22,3 | 24,3  | 25,6  | 25,7 | 24,2  | 22   | 20    | 21,9  |
| Ensoleillement (h)                  | 167,4 | 171,1 | 204,6 | 225   | 213,9 | 198  | 244,9 | 260,4 | 225  | 204,6 | 168  | 164,3 | 2 447 |
| Précipitations (mm)                 | 103   | 87    | 64    | 39    | 19    | 12   | 3     | 3     | 37   | 75    | 101  | 100   | 643   |
| Nombre de jours avec précipitations | 12    | 11    | 6     | 8     | 5     | 3    | 1     | 2     | 6    | 9     | 11   | 13    |       |

## Géographie

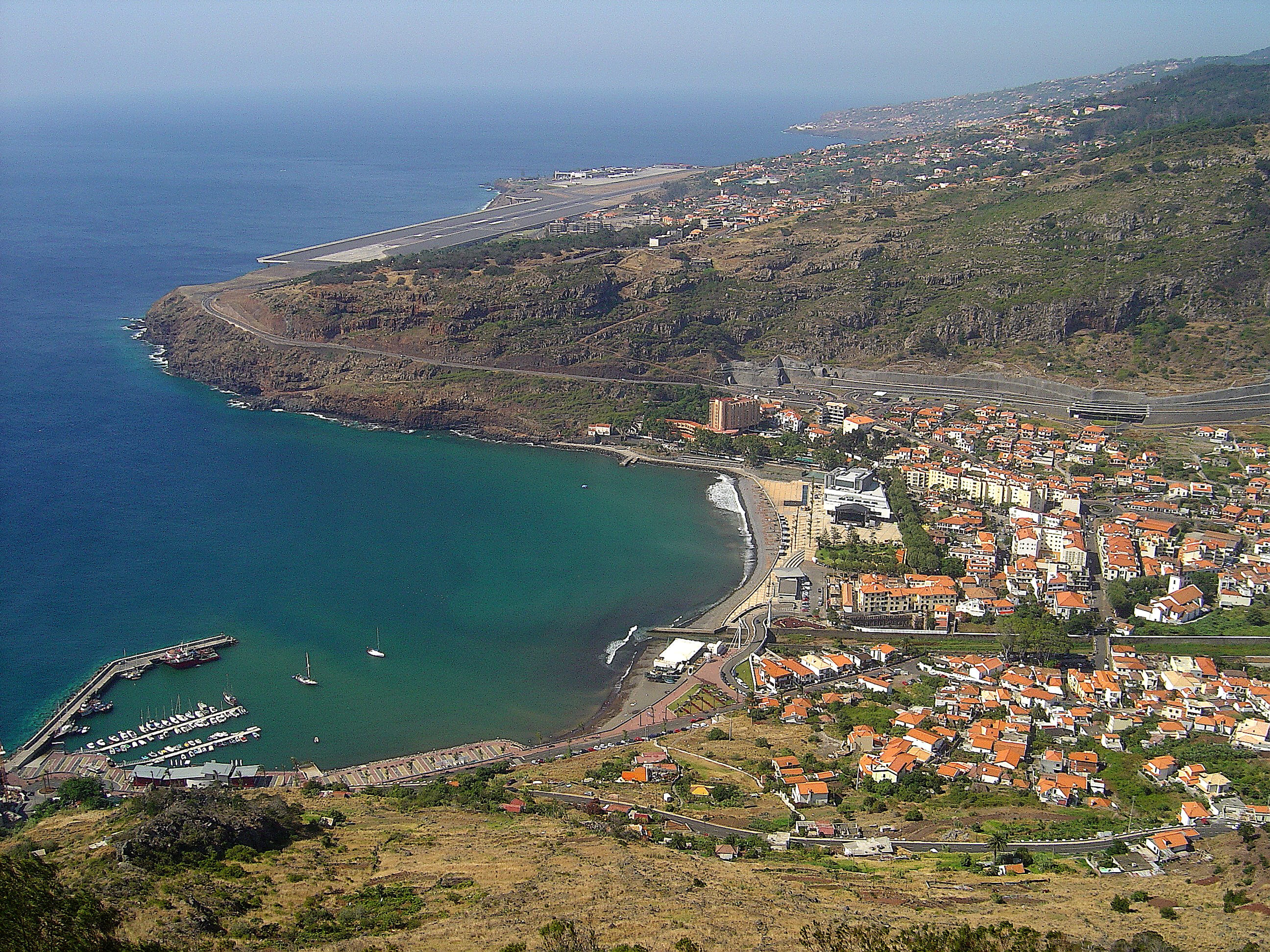
Vue aérienne

Machico est bâtie à flanc de coteau dans une large crique s'ouvrant, au sud-est de l'île, sur l'océan Atlantique.

Elle se trouve à proximité de l'aéroport. Elle est désormais reliée à Funchal par l'autoroute.

Machico. Au loin, la ponta de São Lourenço. Mars 2020.

## Histoire
Selon la légende, c'est ici que se seraient échoués, au XIVe siècle, un couple d'amoureux anglais, Robert Machim (ou : McKean) et Anne D'Arfet (ou : Dorset), qui avaient fui leur pays. Anne y serait morte de maladie et Robert se serait suicidé, ou aurait réussi à regagner les côtes marocaines, après avoir inhumé sa compagne sur place.
À son arrivée en 1419, le Portugais João Gonçalves Zarco aurait trouvé une croix gravée de leurs deux noms. Il fit construire à cet endroit la capela dos Milagres (chapelle des Miracles), qui existe toujours après avoir été reconstruite plusieurs fois. Le nom de Machico proviendrait toutefois plus vraisemblablement d'un capitaine de Zarco ainsi nommé.
En 1707 fut édifié le Forte de Nossa Senhora do Amparo (Fort de Notre-Dame du bon Secours), à l'initiative de Francisco Dias Franco, militaire et écrivain, qui en assuma la charge financière. Ce fort, de type « redoute » et de forme triangulaire, devait servir à défendre la population locale contre les pirates anglais, hollandais et d'Afrique du Nord. En 1828, ce fort fut le dernier poste militaire de l'île à se rendre à l'armée « absolutiste » du roi Don Miguel. Il appartient aujourd'hui au Gouvernement Régional de Madère et abrite l'Office du Tourisme de la ville.
| Paroisse               | Population | Superficie | Densité        | Altitude   | Coordonnées         |
| ---------------------- | ---------- | ---------- | -------------- | ---------- | ------------------- |
| Água de Pena           | 1 759      | 5,08 km2   | 346,3 hab./km2 | 122 m      | 32° 42′ N 16° 46′ O |
| Caniçal                | 3 893      | 11,46 km2  | 339,7 hab./km2 | Atlantique | 32° 44′ N 16° 44′ O |
| Machico                | 11 947     | 17,41 km2  | 686,2 hab./km2 | 122 m      | 32° 42′ N 16° 46′ O |
| Porto da Cruz          | 2 793      | 25,13 km2  | 111,1 hab./km2 | 224 m      | 32° 46′ N 16° 50′ O |
| Santo António da Serra | 1 355      | 8,65 km2   | 156,6 hab./km2 | 678 m      | 32° 43′ N 16° 49′ O |

## Sources
1. ↑  Guide Nelles « Madère - Porto Santo » et Guide du Petit Futé « Madère »
2. ↑  Dépliant de l'Office du Tourisme de Machico.